# Cries of the Past
Cries of the Past é o segundo álbum de estúdio da banda americana de rock Underoath, lançado em 4 de julho de 2000 pela Takehold Records. Apenas 3.000 cópias do álbum foram prensadas e, assim como Act of Depression, ficou fora de catálogo por anos. Este é o último álbum a contar com o guitarrista Corey Steger e o primeiro a incluir o tecladista Christopher Dudley. Juntamente com seu álbum de estreia, este trabalho foi relançado pela Solid State Records em 20 de agosto de 2013.
Este é o último álbum da banda lançado pela Takehold Records, já que o selo foi adquirido pela Solid State Records.

## Conteúdo musical e estilo
A segunda e a terceira faixas estão fora de ordem em relação à lista impressa no encarte, sendo que "Giving Up Hurts the Most" é, na verdade, a segunda faixa, enquanto "Walking Away" é a terceira. Esta última também é a canção mais curta do álbum, com duração de 7 minutos e 36 segundos. Um dos aspectos mais notórios do álbum é sua duração: com um tempo total de 42 minutos e 8 segundos, ele contém apenas cinco faixas, todas mais longas do que qualquer música que a banda viria a lançar nos álbuns seguintes. A faixa "And I Dreamt of You" é a mais longa já gravada pelo Underoath, com 11 minutos e 24 segundos de duração.
Por ser o primeiro álbum a contar com Christopher Dudley, é também o primeiro do Underoath a incluir efeitos de teclado. O álbum possui uma sonoridade semelhante ao de Act of Depression, com influências do death metal; no entanto, apresenta também uma notável influência do black metal.

## Recepção
| Cries of the Past     | Cries of the Past     |
| Avaliações da crítica | Avaliações da crítica |
| Fonte                 | Avaliação             |
| --------------------- | --------------------- |
| Alternative Press     | [ 4 ]                 |
| Chronicles of Chaos   | 9.5/10                |
| HM Magazine           | *                     |
| Jesus Freak Hideout   | [ 6 ]                 |

Cries of the Past recebeu, em geral, críticas positivas.
Alex Cantwell, da revista Chronicles of Chaos, elogiou a habilidade da banda em misturar hardcore punk com black metal, dizendo que o álbum é "Cradle of Filth encontra Hatebreed". Sherwin Frias, do site Jesus Freak Hideout, também elogiou o álbum, atribuindo-lhe a nota máxima de 5/5. Frias destacou a musicalidade da banda, especialmente o trabalho de teclado de Christopher Dudley e os vocais de Dallas Taylor.
Casey Boland, da Alternative Press, fez uma análise mais mista. Boland elogiou a produção superior em relação ao álbum de estreia Act of Depression e o desempenho de Dudley, afirmando que "as contribuições de Dudley adicionam apenas o suficiente de coloração sonora para tornar as músicas um pouco únicas." No entanto, criticou a extensão das faixas, dizendo que "And I Dreamt of You" poderia ter sido mais curta ou dividida em várias músicas, além de afirmar que as composições "parecem colagens de riffs costurados de forma descuidada em uma colcha de padrões desconexos."
A faixa-título do álbum foi posteriormente incluída na coletânea da banda lançada em 2012, Anthology: 1999–2013.
Em 2023, Cries of the Past foi classificado na oitava posição da lista da revista Revolver que ranqueou os álbuns do Underoath "do pior ao melhor". O autor destacou a melhora na produção e nas performances em comparação a Act of Depression, e elogiou a inclusão de teclados, embora tenha apontado que o álbum soa datado e muito diferente dos lançamentos posteriores da banda.

## Lista de faixas
| N.º            | Título                     | Duração |  |
| 1.             | "The Last"                 | 7:42    |  |
| 2.             | "Giving Up Hurts the Most" | 7:47    |  |
| 3.             | "Walking Away"             | 7:36    |  |
| 4.             | "And I Dreamt of You"      | 11:24   |  |
| 5.             | "Cries of the Past"        | 8:23    |  |
| Duração total: | Duração total:             | 42:52   |  |